# 伊豆七島

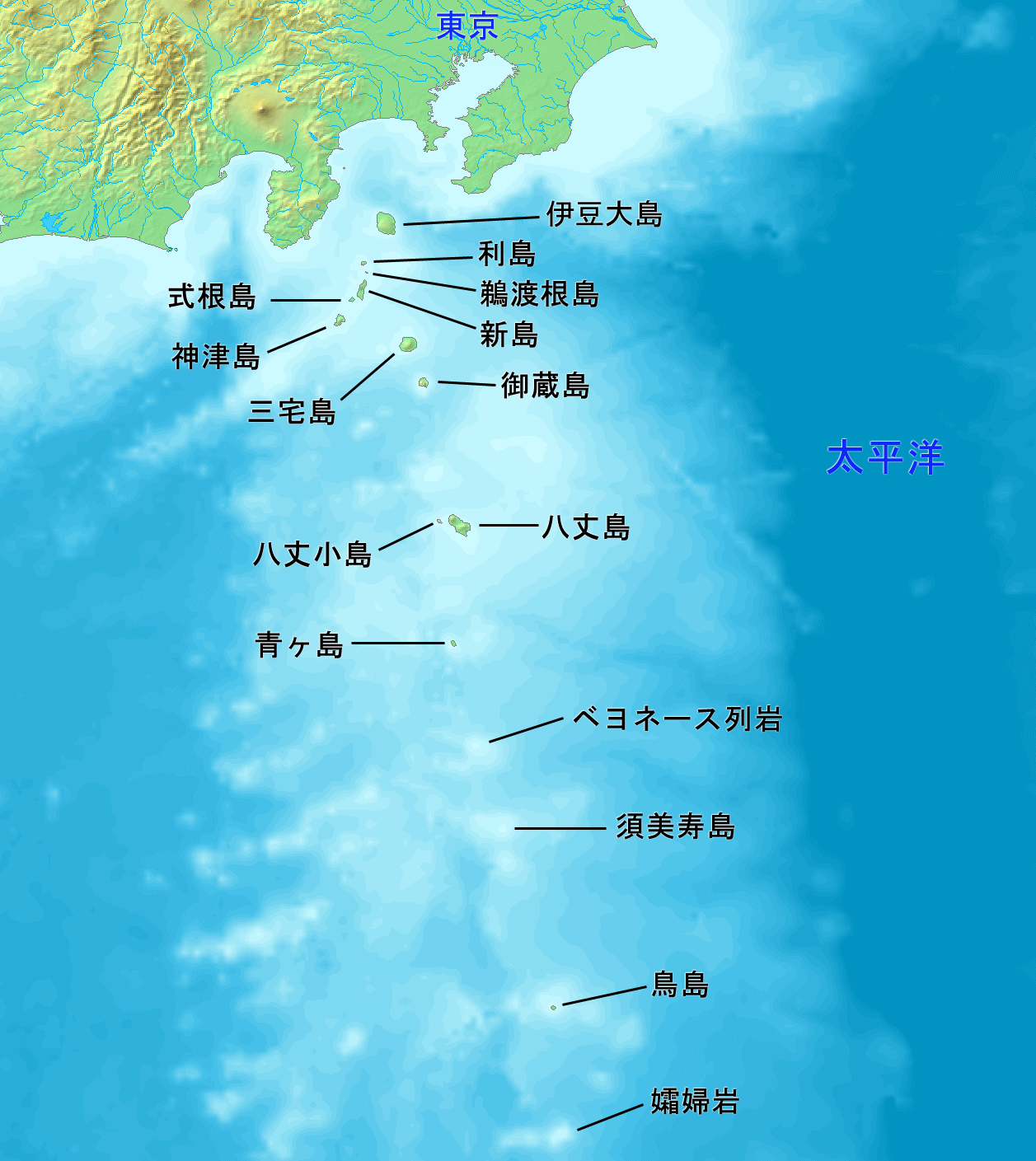
伊豆諸島

伊豆七島（いずしちとう）は、東京都島嶼部の伊豆諸島に対する呼称の一つ。
伊豆大島（大島）、利島、新島、神津島、三宅島、御蔵島、八丈島の七島をいう。

## 概要
律令制においては伊豆国賀茂郡に属していた。その後、江戸時代に入ると江戸幕府の直轄（幕領）とされた。
江戸時代、伊豆大島（大島）、利島、新島、式根島、神津島、三宅島、御蔵島、八丈島、八丈小島、青ヶ島の十島は「伊豆国附島々」として代官支配が行われた。このうち伊豆大島（大島）、利島、新島、神津島、三宅島、御蔵島、八丈島が「伊豆七島」と呼ばれたが、これについて学習院大学の松尾涼によると式根島（明治中期まで無人島）が新島の属島、八丈小島と青ヶ島が八丈島の属島とされていた経緯によるとしている。
江戸時代の書物として宝暦3年12月の『伊豆七島調書』がある。また、島々は1955年（昭和30年）4月に「伊豆七島国定公園」に指定された（1964年（昭和39年）7月に富士箱根伊豆国立公園に編入）。
ただし、この呼称は7島以外の島民にとっては差別的なものであり、特に青ヶ島村は機会あるごとに各団体に名称変更を陳情してきた。これに関連し、東京都の外郭団体「伊豆七島観光連盟」は「東京諸島観光連盟」に改称された。これを受け東海汽船のWebサイト、パンフレットなどに「東京諸島」の呼称が使われる例も散見される。